# Список переименованных станций Киевского метрополитена
Это список переименованных станций Киевского метрополитена.

## Число переименованных станций на линиях
На Святошинско-Броварской линии  - переименовано 6 станций
На Оболонско-Теремковской линии  - переименовано 8 станций
На Сырецко-Печерской линии  - переименовано 2 станции

## Переименованные станции
Ниже приведён список из 16 переименованных станций Киевского метрополитена
| Линия | Прежнее название                               | Нынешнее название         | Год переименования станции |
| ----- | ---------------------------------------------- | ------------------------- | -------------------------- |
|       | Святошино                                      | Святошин                  | 1993                       |
|       | Октябрьская                                    | Берестейская              | 1993                       |
|       | Завод Большевик                                | Шулявская                 | 1993                       |
|       | Ленинская                                      | Театральная               | 1993                       |
|       | Комсомольская                                  | Черниговская              | 1993                       |
|       | Пионерская                                     | Лесная                    | 1993                       |
|       | Проспект Корнейчука                            | Оболонь                   | 1990                       |
|       | Петровка                                       | Почайна                   | 2018                       |
|       | Красная площадь                                | Контрактовая площадь      | 1990                       |
|       | Площадь Калинина Площадь Октябрьской Революции | Майдан Незалежности       | 1977 1991                  |
|       | Площадь Льва Толстого                          | Площадь Украинских Героев | 2023                       |
|       | Республиканский стадион                        | Олимпийская               | 2011                       |
|       | Красноармейская                                | Дворец Украина            | 1993                       |
|       | Дзержинская                                    | Лыбедская                 | 1993                       |
|       | Мечникова                                      | Кловская                  | 1993                       |
|       | Дружбы народов                                 | Зверинецкая               | 2023                       |

## Рекорды
На Оболонско-Теремковской линии рекордное количество (в Киевском метрополитене) переименованных станций - 8
На Сырецко-Печерской линии переименовали всего лишь 2 станции - Мечникова и Дружбы Народов, в Кловскую и Зверинецкую соотвественно.